# Angleterre-France en rugby à XV
Cet article présente l'historique des rencontres entre l'équipe d'Angleterre et l'équipe de France en rugby à XV.  L'importance de cette confrontation lui a donné l'appellation Le Crunch (le moment crucial). Les deux équipes se sont affrontées à cent-onze reprises depuis le 22 mars 1906 à Paris, dont cinq fois en Coupe du monde. Les Anglais ont remporté soixante rencontres contre quarante-quatre pour les Français et sept matchs nuls. Dans le cadre du Tournoi des Six Nations, cette confrontation donne lieu chaque année depuis 2000 à la remise du Trophée Eurostar au vainqueur.

## Historique

### Débuts de la rivalité (1906-1927)

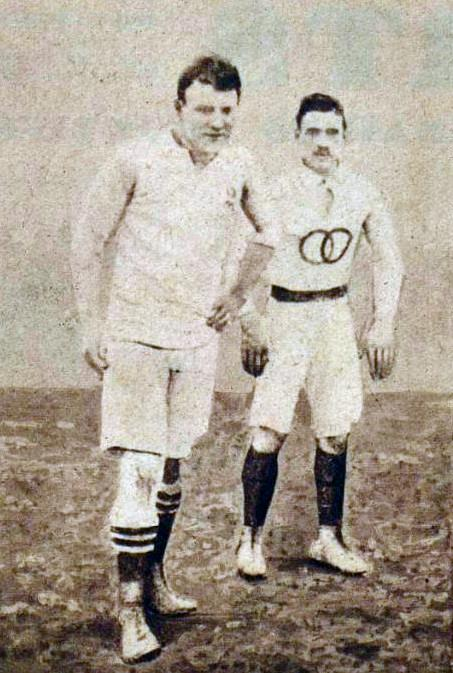
Gaston Lane (à droite) et Cartwright, capitaines en 1906.

La première confrontation Angleterre-France en rugby à XV, a lieu le 22 mars 1906 à Paris. Le Crunch, nom donné traditionnellement au match de rugby à XV entre les deux équipes lors du tournoi des Six Nations, est une expression anglaise qui signifie « le moment crucial » (utilisée depuis 1981,) : son emploi est justifié par le fait que cette confrontation oppose généralement les deux meilleures équipes de l'hémisphère Nord et qu'elle est le plus souvent d'une intensité particulière. Par abus de langage, l'emploi du terme a été étendu aux autres rencontres officielles entre les deux équipes, en Coupe du monde par exemple. 
Après 16 rencontres, dont un seul nul en 1922 et 15 victoires anglaises, la France connaît sa première victoire en 1927 — vingt-et-un ans après leur première rencontre — à l'occasion d'une rencontre de Tournois des Cinq Nations au stade olympique Yves-du-Manoir de Colombes, remportée 3-0 par les Français, grâce à un essai de Edmond Vellat, non transformé,,.

### Une rivalité exacerbée auXXesiècle(1928-1999)
Hormis une série de victoires anglaises lors des seize premières confrontations, depuis la première victoire française au cours du Tournoi des Cinq Nations de 1927, les deux équipes ont un nombre de victoires sensiblement égal.
En 1931, l'équipe de France sort victorieuse du crunch pour la deuxième fois de son histoire, sur un score serré : 14 à 13. Mais les Bleus sont exclus du Tournoi des Cinq Nations pour violences jusqu'en 1947. 1951 est l'année de la première victoire française dans le stade de Twickenham.
Lors du Tournoi des Cinq Nations 1972, joué pour ce match en France, l'équipe de France marque 6 essais et réalise ce qui demeure des années durant sa plus large victoire face à l'équipe anglaise, avec un score de 37 à 12. Ce record est battu plus de cinquante ans plus tard à Twickenham, lors du Tournoi des Six Nations 2023, les Bleus l'emportant 53 à 10, avec sept essais inscrits pour les Bleus contre un pour la Rose. 
Mais deux ans après lors du Tournoi 1974, le match nul 12 partout du 2 mars à Paris est endeuillé le lendemain par la mort de 176 supporters dans l’accident d’avion de la forêt d’Ermenonville.
Lors du Tournoi des Cinq Nations 1991, le crunch, joué à Twickenham, est très disputé. L'équipe française s’incline de peu sur le score étriqué de 21-19. Ce match est resté également dans les annales pour un essai de Philippe Saint-André, connu comme l'« essai du siècle », après une course sur 110 mètres et les interventions successives de Pierre Berbizier, Serge Blanco, Philippe Sella et Didier Camberabero,. Les Anglais saluent également cet essai, les lecteurs du Daily Telegraph le désignant « try of the century at Twickenham », à l'occasion du centenaire du stade de Twickenham, par un vote sur une sélection de 10 essais. L'Angleterre remporte le tournoi, et le Grand Chelem, cette année-là. L'équipe de France est deuxième. 
Lors de l'édition suivante, la rencontre France-Angleterre est disputée dans un climat plus que houleux le 15 février 1992 au Parc des Princes. Elle est marquée par l'expulsion de deux avants français : Grégoire Lascubé à la soixante-dixième minute, puis Vincent Moscato à la soixante-quinzième minute — double expulsion unique dans l'histoire du XV de France,.

### XXIesiècle: un classique duSix Nations

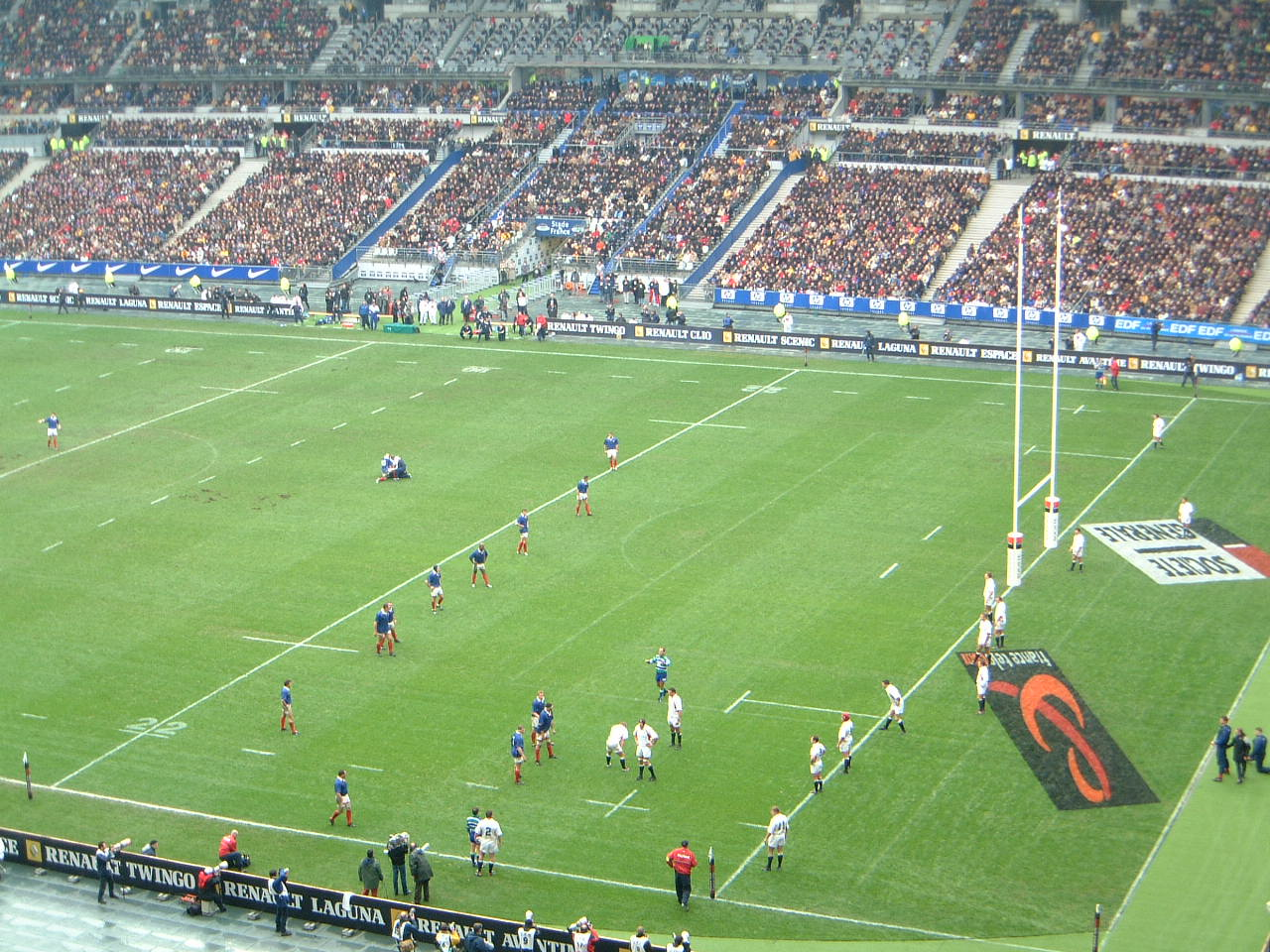
France-Angleterre, le 2 mars 2002 lors du Tournoi des Six Nations.

Le 21 mars 2015, au Stade de Twickenham, le 99e Crunch devient un des matchs les plus mémorables entre le XV de la rose et le XV de France[réf. nécessaire], en termes de points, d'intensité, de combat et de technicité. En effet, avec douze essais et 90 points marqués pour un score de 55 à 35 en faveur des locaux, cette partie fait palpiter le cœur des supporters et vibrer les travées de l'antre de 82 000 places, au son du Swing Low, Sweet Chariot et de La Marseillaise. Coup du sort, l'Angleterre échoue dans sa tentative de gagner par 26 points de plus que la France (+20 seulement), et le trophée des Six Nations lui file entre les doigts au profit de l'Irlande, qui conserve, pour la première fois depuis 1949, son titre de champion d'Europe.
Lors d'un match de préparation à la Coupe du monde 2015, l'Angleterre remporte la 100e confrontation entre les deux pays le 15 août 2015 au stade de Twickenham, sur la marque de 19 à 14.
En raison du typhon Hagibis qui frappe le Japon, le match France-Angleterre comptant pour la poule C de la Coupe du monde 2019 est annulé ; d'après le règlement de la compétition, « le résultat du match [est] déclaré nul, les équipes [reçoivent] chacune deux points de match et aucun score n'est enregistré ». La France et l'Angleterre terminent donc respectivement deuxième et première de leur poule sans avoir joué l'une contre l'autre, alors qu'une éventuelle victoire française aurait inversé ce classement. Deux autres matchs ont subi le même sort — une première dans l'histoire de la compétition — : Nouvelle-Zélande-Italie et Namibie-Canada (tous les deux comptant pour la poule B).
Dans les années 2010, surtout dans le Tournoi des Six Nations, les confrontations sont souvent déséquilibrées sur le papier, entre une équipe d'Angleterre ambitieuse et une équipe de France souvent en proie au doute lors de la fin de mandat de Lièvremont, puis sous Saint-André, Guy Novès et Brunel. Mais paradoxalement c'est probablement contre ses rivaux d'outre-manche que la France va le mieux déjouer les auspices — ponctuellement — comme en 2014,, ou en 2018,,.
Mais c'est à l'aube de la décennie suivante que la France va faire sa performance la moins conforme aux pronostics : déjà victorieuse contre l'Angleterre en ouverture du Six Nations au Stade de France, dans ce qui est le premier match de l'ère Galthié-Ibañez, avec un XV de France plutôt jeune, la France doit affronter à nouveau l'Angleterre en décembre 2020, en finale de la Coupe d'automne des nations. Privée de son groupe principal de 23 joueurs par un accord FFR-LNR pour ce 5e match de la fenêtre internationale, la France propose un XV très jeune — avec Selevasio Tolofua qui joue son premier match avec la France, Yoram Moefana comptant seulement deux titularisations en Top 14 ou encore de nombreux autres joueurs à moins de trois sélections — face à une Angleterre vice-championne du monde et gagnante du dernier Six nations avec un effectif quasi-inchangé, la presse anglaise parle d'une « farce » et d'une rencontre pliée d'avance.
Pourtant c'est bien la France, portée notamment par le revenant Brice Dulin, qui domine le match, menant 19-12 à la fin du match, bien que l'Angleterre parvienne à arracher le match nul à la fin du temps réglementaire, puis la victoire par mort subite après 15 minutes de prolongation et plusieurs décisions controversées d'Andrew Brace. Les jeunes Bleus s'attirent toutefois les louanges de la presse française comme britannique grâce à leur performance,.
Le 11 mars 2023, le XV de France signe une performance historique — qualifiée d'« humiliante » — en s'imposant à Twickenham pour la première fois depuis 2005, sur le score de 53 à 10. C'est la plus large victoire de son histoire face à l'Angleterre, et également la plus lourde défaite de l'histoire de l'Angleterre à domicile,,. Alors que l'Angleterre nage en plein doute et la France davantage en confiance après la meilleure série de victoires d'affilée de son histoire (14, interrompue deux matchs avant par l'Irlande) et sa victoire face à l'Écosse deux semaines auparavant, les Bleus mènent 27 à 3 à la pause et inscrivent un total de 7 essais. Le sélectionneur français Fabien Galthié se dit très ému après le match.

## Statistiques
Mise à jour le 16 mars 2024.
Note: depuis 1947, la France compte 11 victoires et 4 matchs nuls obtenus à Twickenham, dans le Tournoi exclusivement